# I'm Still Standing
"I'm Still Standing" é uma canção gravada pelo músico britânico Elton John no álbum Too Low for Zero, de 1983, composta por John e Bernie Taupin.
Apoiada por videoclipe lançado na MTV, "I'm Still Standing" tornou-se um grande sucesso para John em ambos os lados do Atlântico, chegando ao número 1 no Canadá e na Suíça, número 4 no Reino Unido e número 12 na Billboard Hot 100, dos Estados Unidos.